# Automóvil
El automóvil (también conocido como auto, coche o carro en algunos países) es un vehículo motorizado con ruedas utilizado para el transporte. Está compuesto por diversas partes, como motor, chasis, tipo de carrocería y sistemas de dirección, frenos y suspensión. La mayoría de las definiciones de automóvil hacen referencia a los vehículos que circulan principalmente por las carreteras, con capacidad de una a ocho personas. Cuentan con cuatro neumáticos y transportan principalmente a personas, antes que mercancías.
Al final del siglo XX, los automóviles fueron adquiriendo varias funciones a favor de la comodidad y seguridad de los pasajeros, como la bolsa de aire, sistema de alarma antirrobo, aire acondicionado, elevalunas eléctricos, GPS, cámara, sensores de estacionamiento, sistema de entretenimiento como el sistema de audio táctil, entre otros.
En la actualidad, todavía la mayoría de los automóviles están equipados con un motor de combustión interna, aunque cada vez ganan más mercado los híbridos y eléctricos, como intento de mitigación ante la producción de gases de efecto invernadero.

## Etimología
El término «automóvil» (del griego αὐτο "uno mismo", y del latín mobĭlis "que se mueve") se utiliza por antonomasia para referirse a los automóviles de turismo. En una definición más general, se refiere a un vehículo autopropulsado destinado al transporte de personas o mercancías sin necesidad de carriles.

## Historia
La  historia de la automoción, en sentido estricto, comienza en el siglo XVII. La palabra deriva del griego αὐτός autós, «a sí mismo», y del latín mobilis, «que se mueve», sobre todo para distinguir entre los vehículos a motor y los de tracción animal. De estos vehículos autopropulsados se conocieron muchos tipos diferentes a través de las épocas.

## Partes principales en vehículos automóviles
- Estructura: carrocería, chasis, bastidor.
- Neumático o llanta.
- Volante de dirección.
- Motor o grupo de la planta motriz: motor, embrague, transmisión.
- Palanca de cambios
- Frenos
- Dirección
- Suspensión
- Sistemas auxiliares de seguridad y confort
- Puertas
- Sistemas eléctricos
- Sistemas del bloque del motor

## Orden de masa en vehículos automóviles
- Tara: masa del vehículo con su dotación completa de agua, combustible, lubricante, refacciones y accesorios, sin pasajeros ni carga.
- Masa en orden de marcha: tara + chofer de 75 kg (165 libras).
- Masa en carga: masa efectiva del vehículo.
- Masa máxima autorizada: M. M. A. La masa máxima permitida para el vehículo en vías públicas.
- Masa máxima técnicamente admisible: La masa máxima para la utilización del vehículo basada en su construcción según especificaciones del fabricante.
- Masa remolcable máxima autorizada: masa máxima autorizada en vía pública para un remolque o semirremolque.
- Masa por eje: la que gravita sobre el suelo transmitida por la totalidad de las ruedas acopladas a un eje en cada uno de los casos anteriormente descritos.

## Clasificación de vehículos automóviles

### Según el reglamento de homologación n.º 13

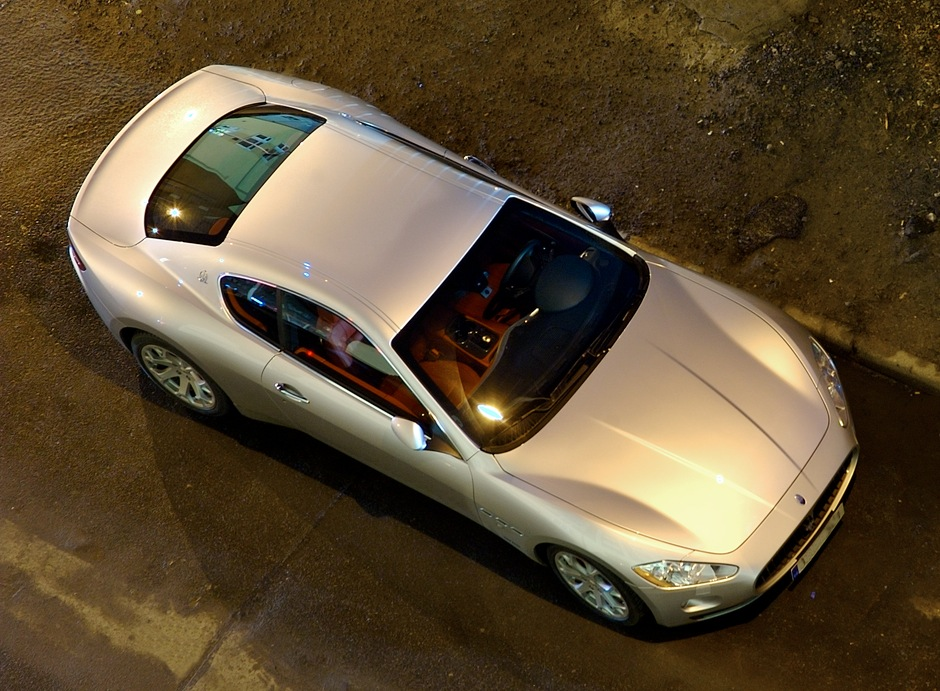
Vista aérea de un Maserati GranTurismo en la noche.

"L": Vehículos de menos de 4 ruedas:
- L1: Cilindrada menor a 50 cm³ (3,1 pulgadas cúbicas) y cuya velocidad es inferior a 50 km/h (31 mph) con dos ruedas.
- L2: Cilindrada menor a 50 cm³ (3,1 pulgadas cúbicas) y cuya velocidad es inferior a 50 km/h (31 mph) con tres ruedas.
- L3: Cilindrada mayor a 50 cm³ (3,1 pulgadas cúbicas) y cuya velocidad es mayor a 50 km/h (31 mph) con dos ruedas.
- L4: Cilindrada mayor a 50 cm³ (3,1 pulgadas cúbicas) y cuya velocidad es superior a 50 km/h (31 mph) con tres ruedas asimétricas.
- L5: Masa máxima autorizada (M. M. A.) menor que 1000 kg (1 t; 2204,6 lb) y velocidad mayor que 50 km/h (31 mph) con tres ruedas asimétricas.

"M": Vehículos destinados al transporte de personas:
- M: Vehículos de 4 o 3 ruedas cuya M. M. A. sea inferior a 1000 kg (1 t; 2204,6 lb).
- M1: Vehículos con una capacidad igual o inferior a 9 plazas.
- M2: Vehículos con una capacidad mayor a 9 plazas y una M. M. A. inferior a 5000 kg (5 t; 11 023,1 lb).
- M3: Vehículos con una capacidad mayor a 9 plazas y una M. M. A. superior a 5000 kg (5 t; 11 023,1 lb).

"N": Vehículos destinados al transporte de mercancías:
- N: Vehículos de 4 o 3 ruedas cuya M. M. A. sea inferior a 1000 kg (1 t; 2204,6 lb).
- N1: Vehículos cuya M. M. A. sea inferior a 3500 kg (3,5 t; 7716,2 lb).
- N2: Vehículos cuya M. M. A. sea inferior a 12 000 kg (12,0 t; 26 455,5 lb)
- N3: Vehículos cuya M. M. A. sea superior a 12 000 kg (12,0 t; 26 455,5 lb).

"O": Remolques y semirremolques:
- O1: Remolques y semirremolques cuya M. M. A. sea inferior a 750 kg (0,8 t; 1653,5 lb).
- O2: Remolques y semirremolques cuya M. M. A. sea de 750 a 3500 kg (0,8 a 3,5 t) (1653,5 a 7716,2 lb).
- O3: Remolques y semirremolques cuya M. M. A. sea de 3500 a 10 000 kg (3,5 a 10,0 t) (7716,2 a 22 046,2 lb).
- O4: Remolques y semirremolques cuya M. M. A. sea superior a 10 000 kg (10,0 t; 22 046,2 lb).[cita requerida]

### Según Directivas CE 77/143, 88/449, 91/328
- Categoría 1: Destinados al transporte de personas con más de 9 plazas.
- Categoría 2: Destinados al transporte de mercancías cuya M. M. A. exceda de 3500 kg (3,5 t; 7716,2 lb).
- Categoría 3: Remolques o semirremolques cuya M. M. A. exceda de 3500 kg (3,5 t; 7716,2 lb).
- Categoría 4: Transporte de personas con aparato taxímetro o ambulancia.
- Categoría 5: Mínimo cuatro ruedas, destinados al transporte de personas con una M. M. A. de hasta 3500 kg (3,5 t; 7716,2 lb).[cita requerida]

## Método de propulsión
Los automóviles se impulsan mediante diferentes tipos de motores, tales como:
- De vapor: Fueron los primeros motores empleados en máquinas automóviles. Su principio de funcionamiento se basa en quemar un combustible para calentar agua dentro de una caldera, que fue inicialmente mediante leña o carbón por encima del punto de ebullición, generando así una elevada presión en su interior. Cuando se alcanza determinado nivel de presión el vapor es conducido, mediante válvulas, a un sistema de cilindros que transforma la energía del vapor en movimiento alternativo, que a su vez es transmitido a las ruedas. El uso más habitual de estos motores fue en los ferrocarriles.

- De combustión interna: El combustible reacciona con un comburente, normalmente el oxígeno del aire, produciéndose una combustión dentro de los cilindros. Mediante dicha reacción exotérmica, parte de la energía del combustible es liberada en forma de energía térmica que, mediante un proceso termodinámico, se transforma parcialmente en energía mecánica. En automoción, los motores más utilizados son los motores de combustión interna, especialmente los alternativos Otto y diésel, aunque también se utilizan los rotativos tipo Wankel o turbinas de reacción.

- Eléctrico: Consumen electricidad que se suele suministrar mediante baterías que admiten varios ciclos de carga y descarga. Durante la descarga, la energía interna de los reactivos es transformada parcialmente en energía eléctrica. Este proceso se realiza mediante una reacción química de reducción-oxidación, dando lugar a la oxidación en el terminal negativo, que actúa como ánodo; y la reducción en el terminal positivo, que actúa como cátodo. La energía eléctrica obtenida es transformada por el motor eléctrico en energía mecánica. Durante la carga, se proporciona energía eléctrica a la batería para que aumente su energía interna y la reacción reversible de oxidación-reducción se realiza en sentido opuesto al de la descarga, dando lugar a la reducción en el terminal negativo, que actúa de como cátodo y la oxidación en el terminal positivo que actúa como ánodo.

### Combustibles

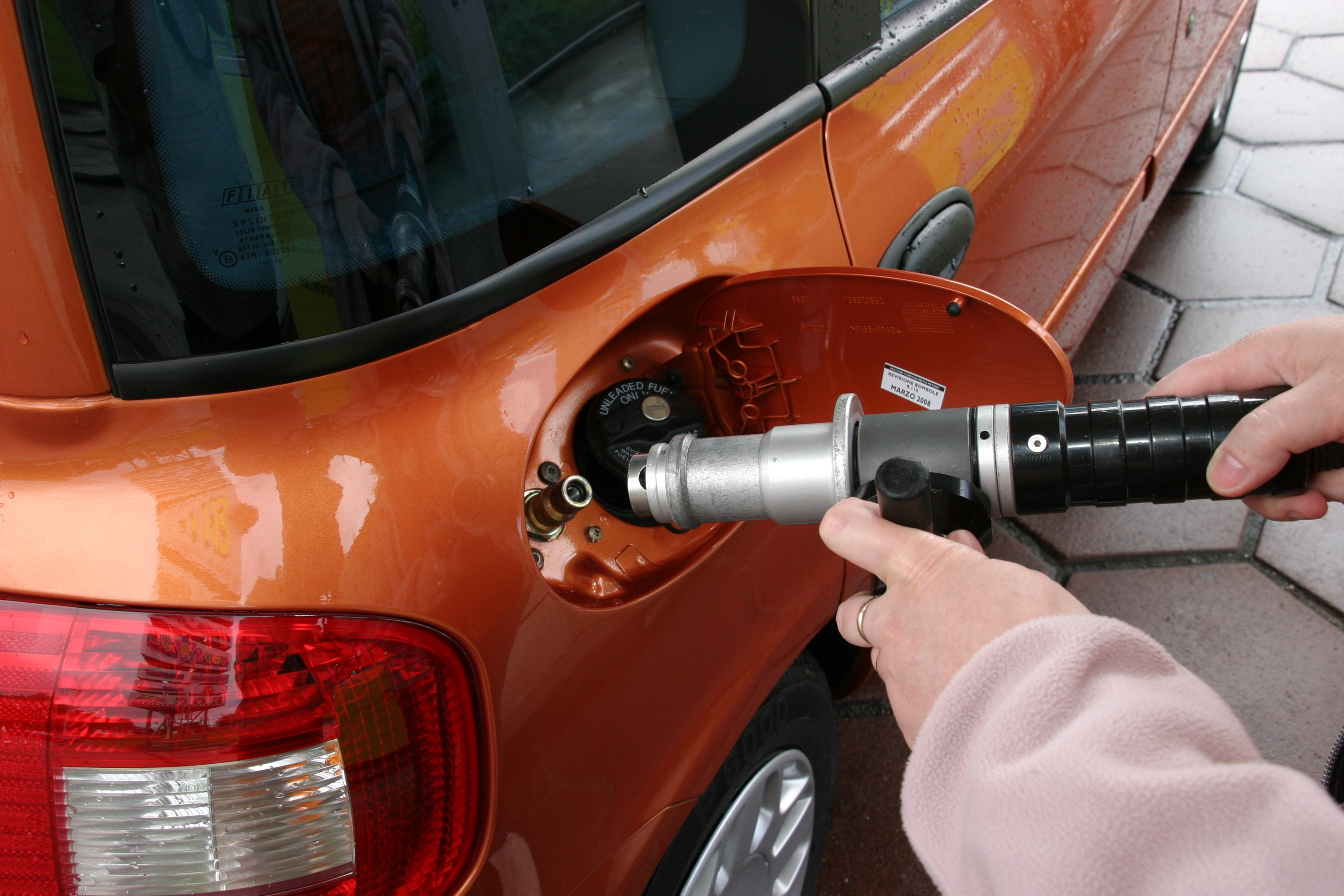
Recarga de un Fiat Multipla con gas natural comprimido.

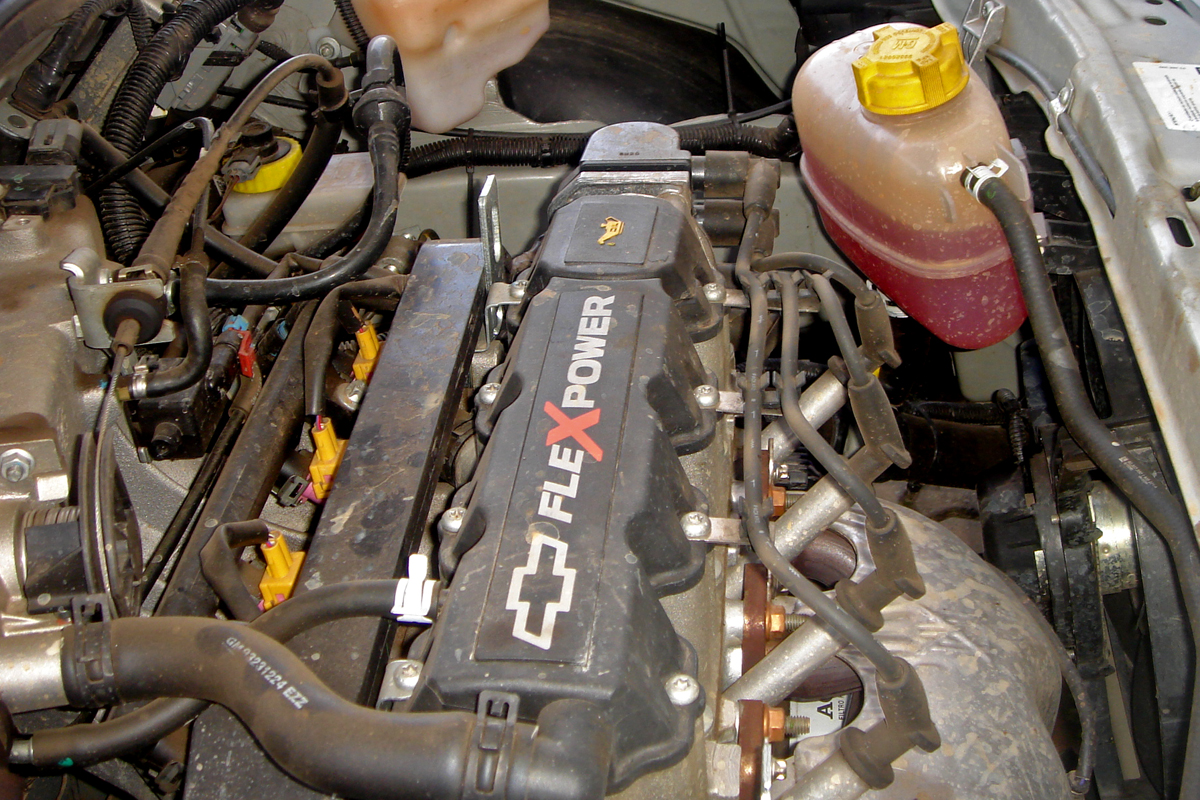
Motor de ciclo de cuatro tiempos de un vehículo de combustible flexible brasileño con un pequeño tanque de reserva de gasolina utilizado para el arranque en frío, cuando la temperatura es inferior a.

Actualmente, los combustibles más utilizados para accionar los motores de los automóviles son algunos productos derivados del petróleo y del gas natural, como la gasolina, el diésel, gas licuado del petróleo, como el butano y propano, o gas natural comprimido. Fuera del ámbito de los turismos, se utilizan otros combustibles para el accionamiento de vehículos de otros medios de transporte, como el fueloil en algunos barcos o el queroseno en las turbinas del transporte aéreo.
En algunos países también se utilizan biocombustibles como el bioetanol o el biodiésel. Los principales productores de bioetanol son Estados Unidos y Brasil, seguidos de lejos por la Unión Europea, China y Canadá, generalmente a partir de la fermentación del azúcar de productos agrícolas como el maíz, caña de azúcar, remolacha o cereales como el trigo o la cebada. El biodiésel es producido principalmente por la Unión Europea y los Estados Unidos, en su mayor parte a partir de la esterificación y transesterificación de aceites de plantas oleaginosas, usados o sin usar, como el girasol, la palma o la soya.
Existe debate sobre la viabilidad energética de estos combustibles y cuestionamientos por el efecto que tienen al competir con la disponibilidad de tierras para el cultivo de alimentos. Sin embargo, tanto el impacto sobre el ambiente como el efecto sobre el precio y disponibilidad de los alimentos dependen del tipo de insumo que se utilice para producir el biocombustible. En el caso del bioetanol, cuando es producido a partir de maíz se considera que sus impactos son significativos y su eficiencia energética es menor, mientras que la producción de etanol en Brasil a partir de caña de azúcar es considerada sostenible. No obstante también existe biodiésel obtenido de aceites vegetales usados y desechados ya para alimentación que no tendrían impacto negativo alguno en el medio ambiente.

### Accionamiento eléctrico

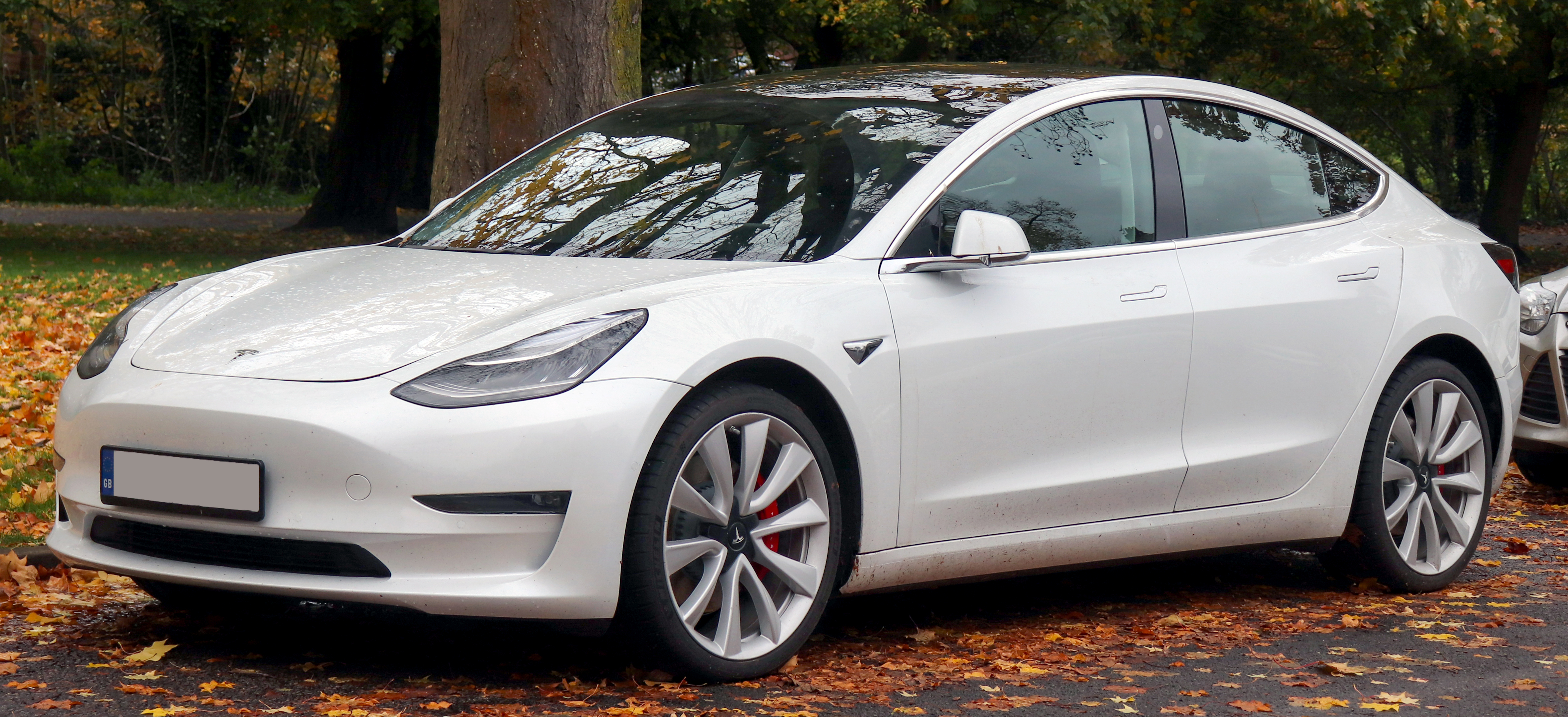
El Tesla Model 3 Performance AWD de 2019. Es el coche eléctrico más vendido en la historia.

Aunque hace muchos años que se utilizan los vehículos eléctricos en diferentes ámbitos del sector industrial, ha sido recientemente, sobre todo por cuestiones políticas, que se han comenzado a producir en serie turismos con motor eléctrico. Si bien la autonomía de estos vehículos es muy limitada debido a la poca carga eléctrica almacenable en las baterías por unidad de masa, en un futuro esa capacidad podría aumentarse.
La propulsión eléctrica tiene la principal desventaja en su peso, corta autonomía y excesivo tiempo de recarga (debido a las baterías); como ventajas, tienen la variación continua de velocidad, sencillez, ya que no requiere embrague ni caja de engranes; y recuperabilidad de la energía al frenar.
Los coches eléctricos no producen contaminación atmosférica ni contaminación acústica en el lugar de uso.

### Accionamiento híbrido
Los híbridos pueden ser vehículos de combustión que mueven un generador eléctrico para cargar baterías, o bien, con ambos sistemas: de combustión y eléctrico instalados separadamente.
Recientemente se ha comenzado la comercialización de automóviles de turismo híbridos, que poseen un motor eléctrico principal o uno en cada rueda. Además, tienen un motor térmico de pistones o turbina que mueve a un generador a bordo, para recargar las baterías mientras se viaja, que funciona cuando las baterías se descargan. Las baterías se recargan con la energía proporcionada por el generador eléctrico movido por el motor térmico o al frenar el automóvil con freno regenerativo.
Los turbogeneradores tienen ventajas de peso, limpieza, bajo mantenimiento y variabilidad de combustibles, sobre todo en estas épocas de incertidumbre petrolera, ante los motores de pistones. En todo caso, siguen siendo vehículos de combustión con la opción eléctrica para desplazamientos cortos.

### Otros sistemas de propulsión

Esquema de funcionamiento de una pila de combustible.

Otra forma de energía para el automóvil es el hidrógeno, que no es una fuente de energía primaria, sino un vector energético, pues para su obtención es necesario consumir energía. La combinación del hidrógeno con el oxígeno deja como único residuo vapor de agua. Hay dos métodos para aprovechar el hidrógeno: uno mediante un motor de combustión interna y otro mediante pila de combustible, una tecnología actualmente cara y en pleno proceso de desarrollo. El hidrógeno normalmente se obtiene a partir de hidrocarburos mediante el procedimiento de reformado con vapor. Podría obtenerse por medio de electrólisis del agua, pero no suele hacerse pues es un procedimiento que consume más energía de la que después aporta.
También existen motores experimentales que funcionan con aire comprimido. La compresión del aire debe ser generada previamente con otro motor, por lo que se consume más energía en la generación de la que se recupera después y no son prácticos.

## Datos técnicos de un automóvil que figuran en los catálogos comerciales
Los establecimientos comerciales que venden automóviles nuevos facilitan a los compradores que se interesan por sus vehículos catálogos comerciales donde figuran datos de cada modelo como los siguientes:

### Motor
- Tipo de motor:
  - Motor de combustión interna.

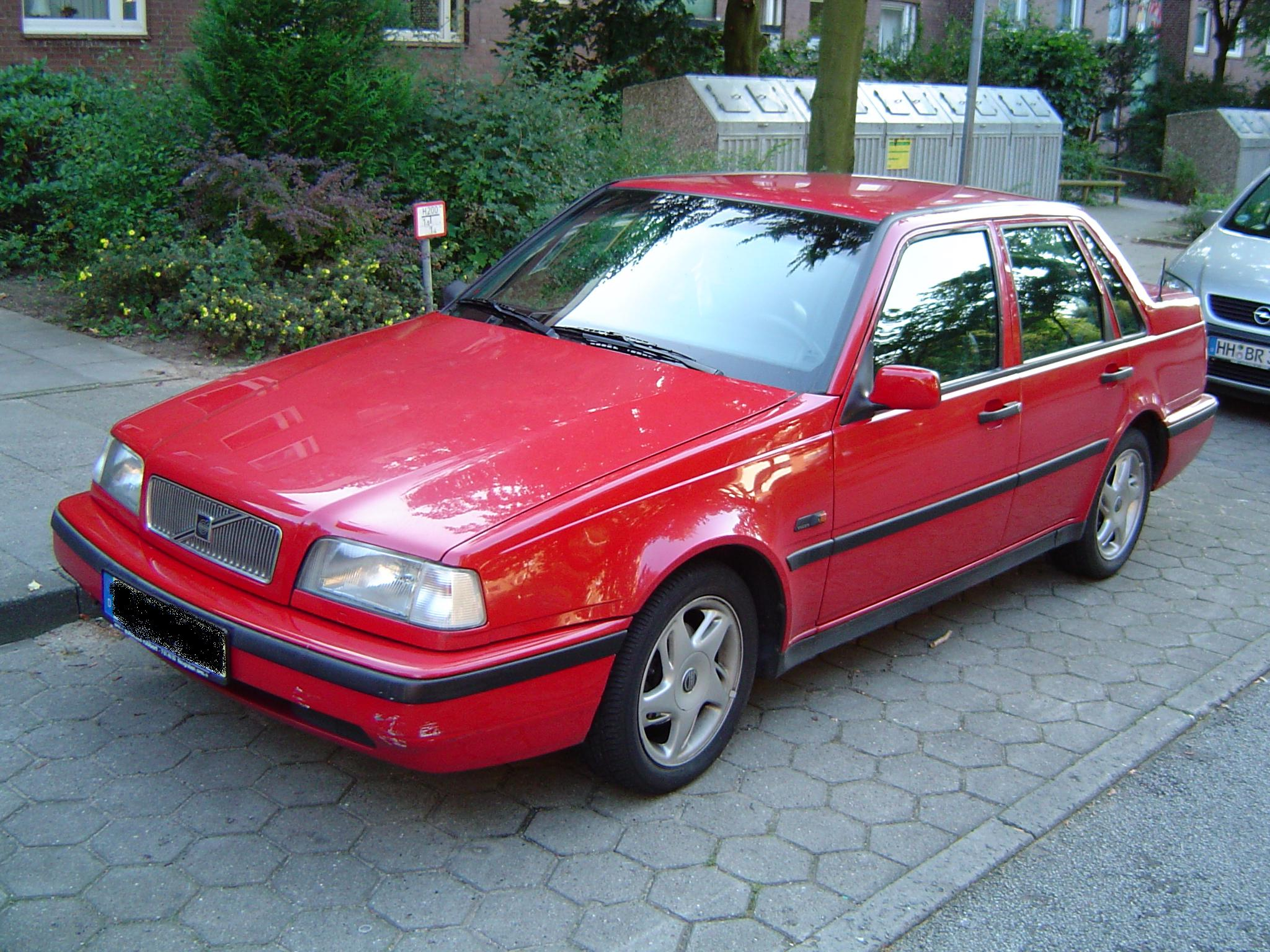
Volvo 460.

  - Motor eléctrico disposición del motor.
  - Motor rotativo, como en los Mazda RX-7 y Mazda RX-8.
- Cilindrada, diámetro por carrera del cilindro por número de cilindros.
- Relación de compresión.
- Potencia máxima. En kilovatio (kW), caballo de fuerza (HP) y Caballo de vapor (CV), incluyendo la velocidad de giro del motor en rpm, a la que se alcanza dicha potencia.
- Par motor máximo. En Newton metro (N·m), indicando el régimen del motor cuando se alcanza dicho par.
- Tipo de sistema de alimentación de combustible, indicando si es de carburador o de inyección directa o indirecta.
- Tipo de sistema de alimentación de aire o aspiración: naturalmente aspirado o con turbocompresor.
- Tipo de combustible utilizado.
- Alternador.
- Capacidad de carga de la batería. Habitualmente se indica en Amperios hora (Ah).
- Capacidad del tanque de combustible.

### Prestaciones
- Velocidad máxima en km/h o mph.
- Tiempo de aceleración de 0 a 100 km/h (0 a 62 mph), en segundos.
- Tiempo de aceleración entre dos velocidades en una marcha concreta, en segundos.
- Tiempo de aceleración para recorrer 1 km (1000,0 m; 0,6 mi) desde que empieza a moverse, en segundos.

### Consumos
En ciclo urbano, ciclo extra urbano, ponderado. Suele indicarse en L/100 km en Europa y en millas por galón (usmpg) en Estados Unidos.

### Emisiones deCO2
En ciclo urbano, ciclo extraurbano y ponderado. Se expresa en g/km.

### Transmisión
Tipo de caja de cambios, número de velocidades, relaciones de reducción, velocidad de circulación a una determinada velocidad del motor en cada marcha.

### Frenos
Por tipo, como: freno de disco, freno de tambor, ABS; así como sus dimensiones.

### Rueda
Por sus dimensiones de rines y neumáticos.

### Otras características de la mecánica
Tipo de suspensión delantera y trasera, tipo de mecanismo de dirección, radio de giro mínimo, asistencias como spoilers, alerones, difusores, separadores ("splitter"), faldones laterales, etc.

### Carrocería
- Tipo de carrocería.
- Dimensiones como: largo, ancho y altura.
- distancia entre ejes y vías delantera y trasera.
- Capacidad de almacenamiento de la cajuela.

### Masas
Peso o masa máxima autorizada, masa máxima remolcable con freno y sin freno en el remolque.

## Contaminación

Automóviles circulando en una carretera de Ontario, Canadá.

En Europa ha estado extendiendo entre los consumidores la tendencia a comprar coches que generen menos contaminación, uno de los mayores problemas actuales en el mundo. Algunas marcas como Honda, Toyota, Chevrolet, Ford Motor Company, entre otras, ya están yendo hacia la electrificación del transporte con vehículos híbridos, es decir, un motor de combustión combinado con un eléctrico. Esto es debido las altas demandas y efectos que tienen los carros de combustión interna en el entorno; alrededor del 26% de todas las fuentes de energías primarias del mundo son usadas solamente en medios de transporte, los cuales a la vez, contribuyen al 23% de emisiones de efecto invernadero que dañan al planeta.
En España y en relación con la etiqueta energética de la Unión Europea ya están disponibles también para los coches. Los vehículos clasificados como "A" y "B" emiten niveles de CO2 por debajo del umbral de 120 g (4,2 onzas)/km, los vehículos clasificados como "G", en cambio, emiten más del doble.
La sociedad JATO Dynamics, nacida en 1984 y presente en más de 40 países, evaluó por marca cuáles son en promedio los que producen los vehículos menos contaminantes. Derivado de dicha investigación, FIAT ocupó el primer lugar con 133,7 g (4,7 onzas)/km. Le siguen Peugeot con 138,1 g (4,9 onzas)/km, Citroën con 142,4 g (5 onzas)/km, Renault con 142,7 g (5 onzas)/km, Toyota con 144,9 g (5,1 onzas)/km y Ford Motor Company con 147,8 g (5,2 onzas)/km.
En la actualidad, la normativa europea sobre emisiones no limita las emisiones de CO2 en automóviles, aunque sí se indica el CO2 que emiten los automóviles en la etiqueta energética y, con la entrada en vigor de la norma Euro V el 1 de septiembre de 2009 y tras un período de adaptación que finalizó en 2012, se reducen los niveles medios de CO2 de cada marca a 130 g (4,6 onzas)/km. Cabe indicar que las emisiones de CO2 de un motor térmico, son proporcionales al consumo de combustible, considerando que realizan una combustión completa; siendo la razón de proporcionalidad diferente para cada combustible, en función de su concentración de carbono.

## Producción mundial

Vehículos en uso por cada país de 2001 a 2007. Esto muestra el significativo crecimiento de los BRICS.

| Puesto | País           | Millones de unidades por año |
| ------ | -------------- | ---------------------------- |
| 1      | China          | 27.02                        |
| 2      | Estados Unidos | 10.06                        |
| 3      | Japón          | 7.83                         |
| 4      | India          | 5.45                         |
| 5      | Corea del Sur  | 3.75                         |
| 6      | Alemania       | 3.67                         |
| 7      | México         | 3.50                         |
| 8      | Brasil         | 2.36                         |
| 9      | España         | 2.21                         |